# Biebertal
Biebertal település Németországban, Hessen tartományban. Lakosainak száma 10 074 fő (2023. december 31.). Biebertal Heuchelheim és Lahnau községekkel határos.

## Népesség
A település népességének változása:
| Lakosok száma | 9991 | 10 110 | 10 098 | 9978 | 10 070 | 10 074 |
|               | 2015 | 2017   | 2019   | 2021 | 2022   | 2023   |